# Pietrasanta
Pietrasanta – miejscowość i gmina we Włoszech, w regionie Toskania, w prowincji Lukka.
Według danych na rok 2004 gminę zamieszkiwało 24 127 osób, 588,5 os./km².
W miejscowości znajduje się stacja kolejowa Pietrasanta.
Z Pietrasanta pochodzi Diletta Carli, włoska pływaczka, mistrzyni świata.
W miejscowości swój dom mieli Robert Kubica i Igor Mitoraj.

## Współpraca
Miejscowości partnerskie:
- Écaussinnes, Belgia
- Grenzach-Wyhlen, Niemcy
- Montgomery, Stany Zjednoczone Ameryki
- Utsunomiya, Japonia
- Villeparisis, Francja
- Zduńska Wola, Polska